# 池間夏海
池間 夏海（いけま なつみ、2002年（平成14年）7月10日 - ）は、日本の女優
（元・子役）、モデル。
沖縄県豊見城市出身。ライジングプロダクション所属。

## 来歴
5歳の時に、人見知りを克服させたいと考えた母の勧めにより新聞で見つけた地元沖縄のモデル ・スタイリスト事務所「Color's」に応募したことが芸能のキャリアの始まり。子役、モデルとして活動を始め、2013年に『斉藤さん2』（日本テレビ系）でテレビドラマに初出演して「沖縄に原石発見」と演技力が高評価を受ける。地元制作の戦隊ドラマやローカルCMに出演し、2017年には『エイカーズ グランドマスター』（沖縄テレビ）でヒロイン役を演じ、ロックバンド・サイダーガールの2017年度イメージキャラクター「2代目サイダーガール」を務める。「習い事の一つ」のように歌とダンスを身に付け、2018年3月18日の卒業までダンスボーカルユニット「Lollipop」のメンバーとしても活動する。
横田未来と同じグループで活動していた。
地元沖縄では「シーサーも振り向くほどの美女」と評され、アイドルグループのメンバーとしての活動を通じて「もっと人前に立ちたい」との思いを強め、子役として小学5年時に約4か月上京して『斉藤さん2』の撮影に参加したことや中学時に映画主演を務めたことなどで女優への興味を抱いて、「東京へ行っていろんな経験がしたい。全国で有名になりたい」と2018年春の高校進学を機に親元を離れて上京し、女優として本格的に活動を開始する。
2018年3月にはエフティ資生堂「シーブリーズ」のCMに抜擢されて「あの美少女は誰だ!?」と話題となり、4月には日本マクドナルド「ワッフルコーン」のCMに起用される。5月には『週刊プレイボーイ』（集英社）で初グラビアに挑戦し、8月には『週刊ヤングジャンプ』（集英社）に初登場して初表紙ならびに初巻頭グラビアを務め、初の水着姿を披露する。サイダーガールのミュージックビデオを見たプロデューサーの平野隆から「10年に1人のスターが誕生する予感がします」とのオファーを受け、12月公開の『ニセコイ』で「第2のヒロイン」となる小野寺小咲役を演じて本格女優デビューを飾る。
2019年上半期のNHK連続テレビ小説『なつぞら』で朝ドラ初出演。同年9月放送のNHK宮崎放送局制作の地域発ドラマ『ひなたの佐和ちゃん、波に乗る!』（BSプレミアム）でNHKドラマ初主演。
2022年上半期のNHK連続テレビ小説『ちむどんどん』で黒島結菜演じるヒロインのライバル校の女子生徒役で『なつぞら』以来2度目の朝ドラ出演をし、その美少女ぶりが話題となった。

## 人物
- 目標の女優として、同郷の新垣結衣[7][11]、「シーブリーズ」CMの先輩でもあり「キラキラしている役からダークな役など、さまざまな役を演じられていて、すごく魅力的」と語る広瀬すず[7] の2人を挙げる[6]。
- 夢はNHK朝ドラ（連続テレビ小説）ヒロイン[2][15]。
- 特技はダンス[1]。
- 球技は苦手[13]。
- 趣味は音楽、映画鑑賞、マンガ[1]。男兄弟に囲まれて育ち、「『マーベル』シリーズや、ヒーローものの作品が好き」とも語る[7]。お笑い芸人の動画を見ること[11]。
- 好きな食べ物は野菜全般（特にゴーヤー、ナーベーラー（ヘチマ））[1]。
- 沖縄で“シーサーも振り向くほどの美女”と評される[12]。
- ドラマ『ひなたの佐和ちゃん、波に乗る!』の撮影でサーフィンを初体験して楽しさに目覚め、「サーファー兼女優」が夢と語る[24]。

## 出演

### 映画
- たま子とチョーチカーの呪文（2014年） - 主演・たま子 役[注 1][25]
- がじまる食堂の恋（2014年9月20日） - スチール出演
- ハルサーエイカー THE MOVIE エイカーズ（2015年1月31日）[26]
- たま子と陽迎橋のマジムン（2015年） - 主演・たま子 役[注 1][27][28]
- スイーツライフ（2015年） - なつお 役[29]
- きたなかスケッチ（2018年7月21日）[注 1]
- ニセコイ（2018年12月21日） - 小野寺小咲 役[8][10][18][30]
- ココロ、オドル（2019年2月2日） - 山川碧 役
- かぐや様は告らせたい〜天才たちの恋愛頭脳戦〜 - 柏木渚 役[31]
  - かぐや様は告らせたい〜天才たちの恋愛頭脳戦〜（2019年9月6日）
  - かぐや様は告らせたい〜天才たちの恋愛頭脳戦〜ファイナル（2021年8月20日） - 友情出演
- とんかつDJアゲ太郎（2020年10月30日） - 勝又ころも 役[32]
- 島守の塔（2022年7月22日） - 比嘉由紀 役[33]

### テレビドラマ
- 琉神マブヤー外伝 SO!ウチナー（2009年10月17日、琉球放送） - ゆい（幼少期）役
- 斉藤さん2（2013年7月13日 - 9月21日、日本テレビ） - 播磨美侑 役
- 黒猫、ときどき花屋（2013年10月1日 - 11月19日、NHK BSプレミアム） - 日向清香（幼少期） 役
- エイカーズ グランドマスター（2017年4月21日 - 6月16日、沖縄テレビ） - 主演・ハルサー・ユウ／田路由宇 役[34]
- 連続テレビ小説（NHK）
  - なつぞら 第66話 - 第68話（2019年6月15日 - 18日） - 川谷幸子 役[35][36]
  - ちむどんどん 第18話 - 第20話（2022年5月4日 - 6日） - 屋良ひとみ 役[37]
- 宮崎発地域ドラマ ひなたの佐和ちゃん、波に乗る!（2019年9月11日、NHK BSプレミアム） - 主演・是澤佐和 役[19][20]
- 無用庵隠居修行5（2021年9月21日、BS朝日 / 2022年3月19日、テレビ朝日） - お順 役[38]
- しもべえ（2022年1月7日 - 3月25日、NHK総合） - 沢村和泉 役[39]
  - しもべえ 特別版（2022年9月25日 - 11月13日、NHK BSプレミアム） - 沢村和泉 役[40]
- 特捜9 Season5 第8話（2022年5月25日、テレビ朝日） - 早坂蘭子 役[41]
- Get Ready! 第7話（2023年2月19日、TBS） - 岡田夏美 役[42]
- 私の同期はAIロボット（2023年3月17日、NHK総合 / NHK沖縄） - 主演・當間彩音 役[43]
- 放課後ていぼう日誌（2023年6月29日 - 8月24日、東海テレビ） - 帆高夏海 役[44]
- おきなわテレビはじまりものがたり（2024年11月12日 - 11月19日、沖縄テレビ） - 主演・知花和子 役[45]

### WEBドラマ
- Poolside Destiny -廃校って運命ですか?（2019年4月24日 - 6月26日、SEA BREEZE公式YouTubeチャンネル） - 主演・池間夏海 役
- 放課後ていぼう日誌（2023年6月13日 - 8月8日、Lemino） - 帆高夏海 役[46]

### ラジオドラマ
- FMシアター HOME～宮崎の中の故郷(オキナワ)～（2022年8月20日、NHK-FM） - ヒロイン・トミ 役[47]
- 青春アドベンチャー SとF（2024年11月18日 - 29日、NHK-FM） - 鈴宮富美加 役[48]

### ラジオ
- 朗読の世界（NHK-FM）
  - 宮城喜久子「ひめゆりの少女・十六歳の戦場」（2025年7月21日 - 8月22日、全25回） - 朗読[49][50]

### バラエティ
- アカデミーナイトG（TBS）
  - （2018年11月21日 - 12月26日）
  - （2019年8月20日 - 28日）[51]

### ミュージックビデオ
- サイダーガール[注 2]
  - 「エバーグリーン」（2017年7月26日）[52]
  - 「メッセンジャー」（2017年8月30日）[53]
  - 「メランコリー」（2017年10月17日）[54]
- ヤバイTシャツ屋さん 「かわE」（2018年11月15日）[55]

### 広告
- ANA 夏旅
- マルエー
- 沖縄海邦銀行
- 東急リゾート
- こども自由研究 こども館長（2014年、琉球朝日放送）

### CM
- Y!mobile
- 沖縄食糧 愛を米 守礼
- 沖縄海邦銀行
  - 「スマイルサポート」（2014年）
  - 「ブルーライン編」（2019年10月 - ）
  - 「池間夏海のお仕事体験記」（2019年12月 - ）
  - 「うたエール編」（2020年12月 - ）
  - 「行員＆事業主編」（2021年1月 - ）
  - 「若き挑戦者たち」（2022年4月 - ）
- メガネ一番
- MAX 大川 リニューアル
- 大晋建設
- 美ら島 沖縄
- 雪塩
- ベネッセ こどもちゃれんじ ぽけっと 6月号
- イオン かりゆしウェア
- エフティ資生堂 シーブリーズ
  - 「デオ&ウォーター / ボディーシート 近づく距離」篇（2018年3月16日 - ）[11][12][13]
  - 「デオ&ウォーター 運命のくま」篇（2019年3月15日 - ）[56]
- 日本マクドナルド ワッフルコーン「マクドナルドの本気」篇（2018年4月25日 - ）[16]
- ネクソン スマホ版「メイプルストーリーM」Mサイン篇・テーブル篇（2019年4月24日 - ）
- 三菱ケミカルホールディングス 企業CM「Knock on the Earth」
  - 「炭素循環」編（2021年1月15日 - ）
  - 「医療進化」編（2021年2月1日 - ）
  - 「未来の水・食料」編（2022年1月5日 - ）

### イベント
- STREETCOLORMIX（2015年 - 2017年）

## 作品

### デジタル写真集
- 週プレ PHOTO BOOK 池間夏海「はじまりのいろ」（2018年5月21日、集英社）ASIN B07D56ZW21
- YJ PHOTO BOOK 池間夏海写真集「なつみ」（2018年8月30日、集英社）ASIN B07GVZQB9W
- YJ PHOTO BOOK 池間夏海写真集「君の一瞬が、僕の永遠になる。」（2018年12月20日、集英社）ASIN B07LG4SN7V
- 池間夏海 ぼうけん（2019年7月22日、小学館）ASIN B07VGRWHHM